# Russell Robinson
Russell Robinson (Bronx, Nova York, 24 de gener de 1986) és un jugador de bàsquet nord-americà. Mesura 1,85 metres, i juga en la posició de base.

## Carrera esportiva
Es va iniciar a l'institut amb l'equip de Rice of York. Es va formar a la Universitat de Kansas amb els quals va estar les quatre temporades d'universitari, graduant-se en comunicació. Amb la Universitat de Kansas es va proclamar campió de la NCAA la temporada 2007-08. El 2009 va jugar en els Maine Xarxa Claws i en els Reno Bighorns de la Lliga de Desenvolupament de l'NBA on va fer una mitjana de 16 punts per partit en els 47 partits que va disputar.
La temporada 2010-11 va tenir la seva primera experipencia a Europa fitxant el Joventut de Badalona de la lliga ACB, equip en el que va jugar només una temporada. Després ha jugat a Polònia, Itàlia, Turquia, Grècia, els Estats Units i el Líban.